# Tradowanie
Tradowanie (hist., starop.) – dawniej zajmowanie mienia dłużnika, egzekucja z dóbr. Nazwa pochodzi od terminu traditio (tradycja) określającego zajęcie dóbr z mocy dekretu i oddanie ich wierzycielowi na rzecz jego należności, wierzytelności. Posiadacz dóbr tradowanych (ex traditione) zwany był possessor traditorius, z zastawu zaś possessor diligatorius. Dobra mogły być dekretem tradowane na pewien czas, do czasu oddania zasądzonej sumy wierzycielowi.
Proces tradowania upamiętniony została w literaturze dziełem Józefa Ignacego Kraszewskiego pod tytułem Sąsiedzi: Powieść z podań szlacheckich z końca XVIII wieku.